# Spalax giganteus
Spalax giganteus is een zoogdier uit de familie van de Spalacidae. De wetenschappelijke naam van de soort werd voor het eerst geldig gepubliceerd door Nehring in 1897.